# 堀啓知
堀 啓知（ほり よしとも、5月7日 - ）は、北海道放送（HBC）のアナウンサー。

## 来歴
東京都あきる野市出身。法政大学卒業。
大学を卒業後、2003年4月にHBCに入社。同期に同局アナウンサーの渕上紘行とプロデューサー山田文裕がいる。

## 現在の担当番組
- 今日ドキッ! - ニュースキャスター
- HBCニュース

## 過去の担当番組

### テレビ番組
- ほっかいどう
- 早おきビタミン - スポーツコーナー担当
- スポーツ中継
- アンカー! - リポーター
- テレポート2000 - 「TELEPORTスポーツ」担当
- Hana*テレビ - キャスター
- 北海道NEWS1 - メインキャスター（2012年度から）

### ラジオ番組
- フッチー・ホリーの一生懸命ラジオ塾
- イチからラジオ アナの穴
- 1条STATION ヨシトモ! (2スタ録音) - メインパーソナリティ